# Túnel Malinta

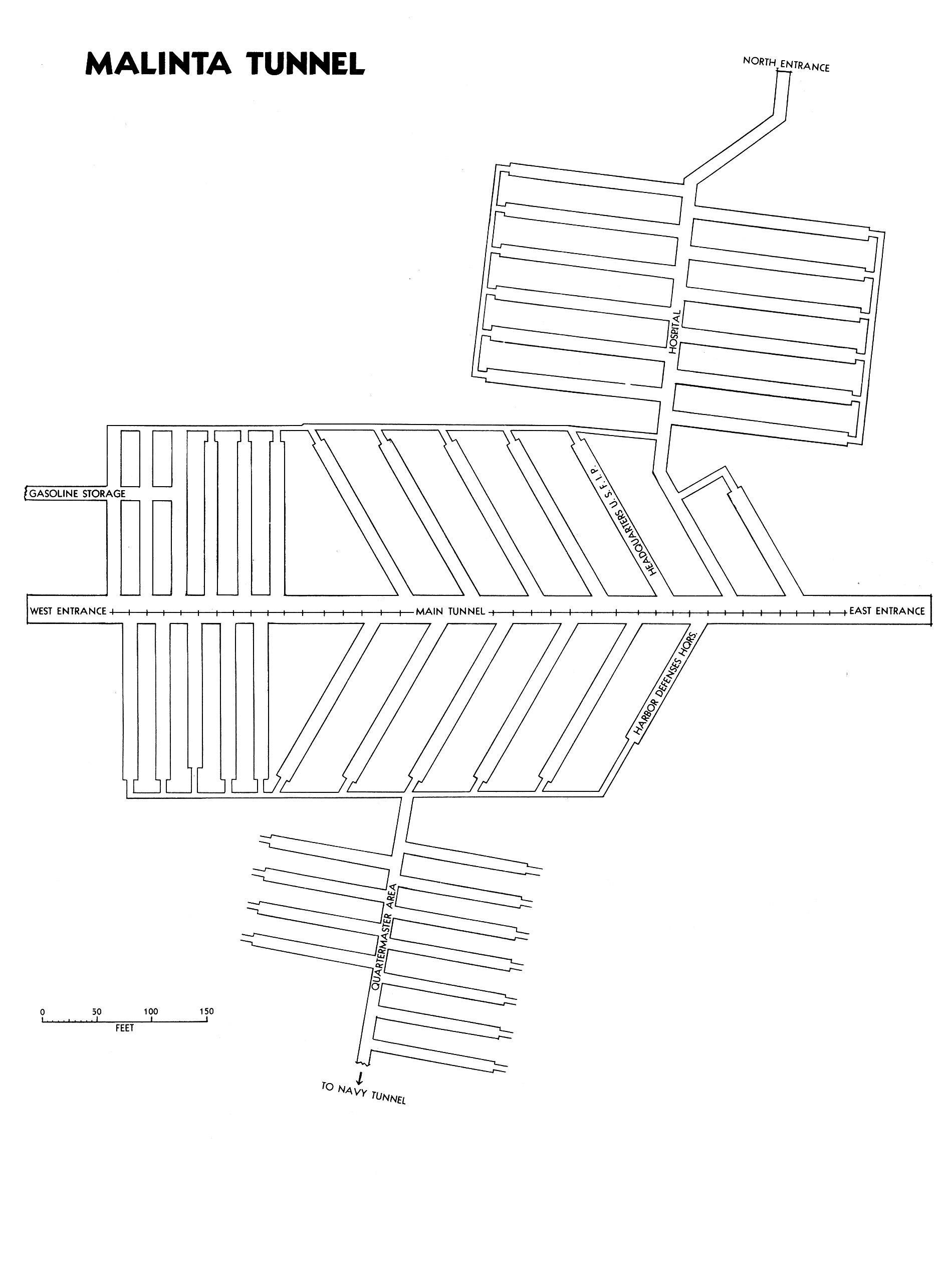
Diagrama do Tunel Malinta

Túnel Malinta, é um complexo de túneis construído pelo Corpo de Engenheiros da Marinha dos Estados Unidos, na Ilha de Corregidor nas Filipinas.
Ele foi usado inicialmente como depósito de munição e bunker de pessoal, mais tarde foi adicionado um hospital de campanha, com mais de 1000 leitos.
O Túnel principal corria de Leste para Oeste, com 831 pés (253m), 24 pés (7,3m) de largura e 18 pés (5,5m) de altura, ramificando-se a partir do eixo principal em 13 desembocaduras laterais no lado Norte e 11 no lado Sul. Cada uma media em média 160 pés (49m) de comprimento e 15 pés (4,6m) de largura.

## Origem
O origem do nome Malinta (Malinta Hill), deriva da maior elevação encontrada na ilha e sob a qual o túnel foi escavado, esta elevação, media 390 pés (120m)de altura. Malinta em Filipino significava cheio de sanguessugas, considerando linta no idioma local, sanguessuga.

## Batalha de Corregidor
Este complexo, teve importante papel durante a tentativa de defesa da ilha pelos soldados aliados durante o ataque japonês na Segunda Guerra Mundial, parte de sua estrutura no inicio da batalha serviu de Quartel-General do General Douglas MacArthur e da USAFFE (United States Army Forces in the Far East- Forças do Exército dos Estados Unidos no Extremo Oriente)

## Rendição
A fortaleza de Corregidor como era conhecida "A Rocha", foi o último baluarte da defesa da ilha, após incessantes ataques maciços japoneses, os aliados se renderam. A derradeira mensagem cifrada de "Executar Pontiac!", foi transmitida em 06 de Junho de 1942- 12:00AM . Tratava-se da palavra código para última ordem, neste caso, a rendição das forças aliadas em Corregidor, ordenada pelo Comandante em Chefe, Jonathan Wainwright e os demais comandantes na ilha.

## Bibliogafia
- Baldwin, Hanson. Batalhas Ganhas e Perdidas, Bibliex - 1978
- François D'Orcival - Os Marines, Editora Ulisseia Ltda- 1974
- Coleção 70º Aniversário da Segunda Guerra Mundial - Abril Coleções, 2009 - V13